# Olaus Magnus
Olaus Magnus (n. octombrie 1490, Linköping Cathedral Congregation⁠(d), Comitatul Östergötland, Suedia – d. 1 august 1557, Roma, Statele Papale), având numele original Olof Månsson, a fost un scriitor suedez cunoscut pentru lucrări precum Historia de Gentibus Septentrionalibus (lucrare folclorică și istorică despre țările nordice) sau Carta Marina (hartă a nordului Europei).

## Note

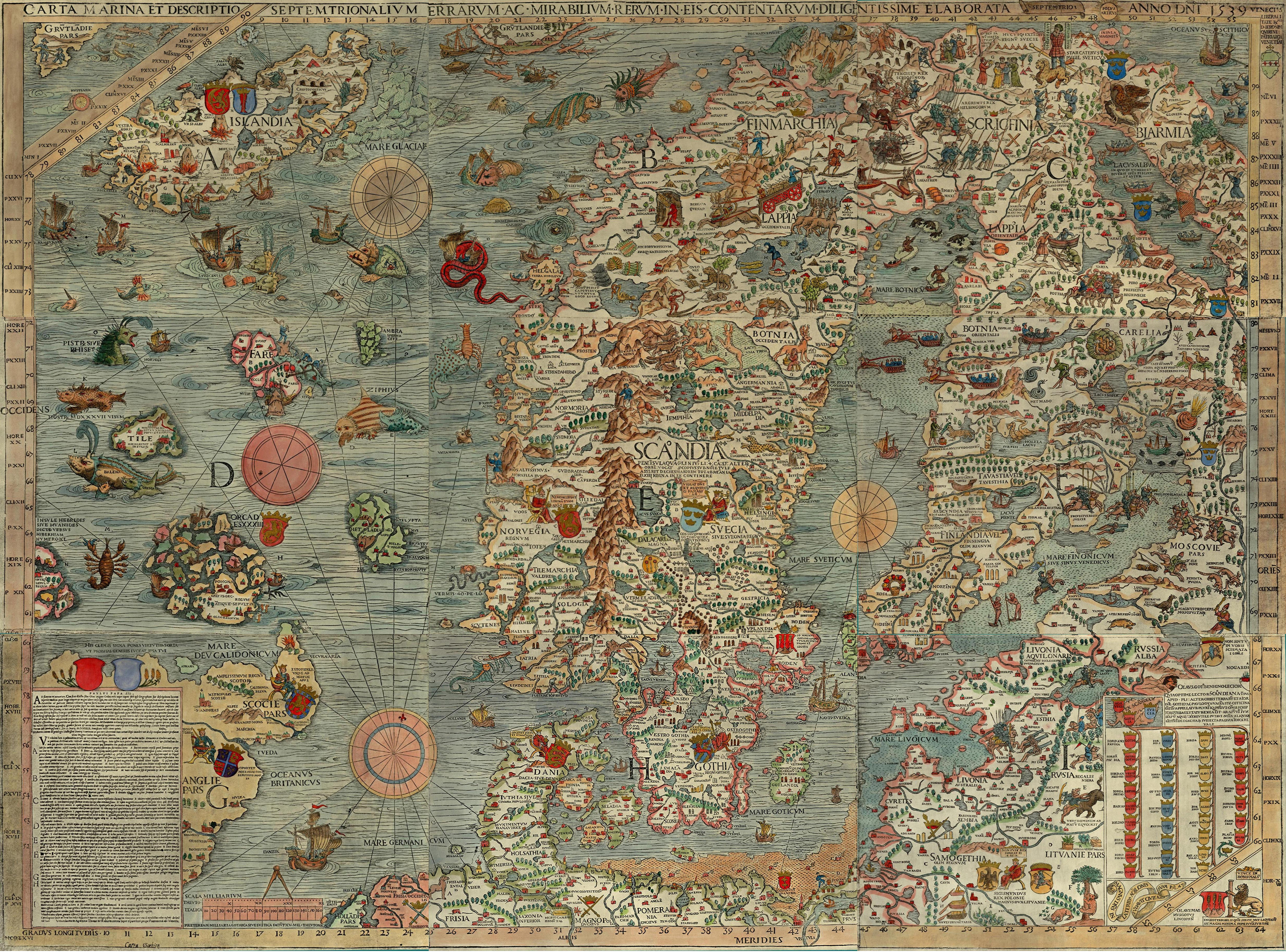
Carta Marina